# Boris Ziherl
Boris Ziherl, slovenski publicist, politik, marksistični filozof in sociolog, * 25. september 1910, Trst, † 11. februar 1976, Ljubljana.

## Življenjepis
Rodil se je v Trstu, a se je z materjo Ano kmalu preselil v Škofjo Loko, od koder je bila doma, kasneje pa v Ljubljano. 1929 bil sprejet v SKOJ, 1930 v Komunistično partijo Jugoslavije. Že takrat je začel objavljati članke, pod katere se je podpisoval s psevdonimoma B. Ločan in Stanko Dornik. 1932 se je vpisal na Pravno fakulteto v Ljubljani (absolutorij 1941), delal v ilegalnem študentskem gibanju in se ukvarjal s publicistiko, 1932 postal član PK KPJ za Slovenijo. 1934 je bil obsojen po zakonu o zaščiti države na 4 leta zapora, ki jih je preživel v Sremski Mitrovici in tam proučeval historični materializem ter slovensko kulturno in politično zgodovino. 1940 je postal član CK KPS. 
Aprila 1941 je kot eden komunističnih predstavnikov sodeloval na ustanovnem sestanku OF, nato ilegalno (z imenom Gorazd) deloval v Ljubljani, predvsem v  agitpropu CK KPS, 1943 je odšel v partizane v Polhograjske Dolomite, predaval in vodil partijsko šolo v Kočevskem Rogu, bil 1944 namestnik direktorja Znanstvenega instituta pri SNOS (poverjenik za prosveto), od avgusta 1944 član propagandnega oddelka Vrhovnega štaba NOV in POJ na Visu, septembra med borci prekomorskih brigad v Bariju (Italija), od oktobra 1944 v Beogradu pri agitpropu CK KPJ (sour. Borbe 1944/45). Eno leto (1945-46) je bil predstavnik CK KPJ pri CK VKP(b) v Moskvi, od 1946 v Beogradu predsednik komiteja za šole in znanost pri vladi FLRJ, tam 1947–49 spet delal v agitpropu CK KPJ ter 1947/48 urejal glasilo Informbiroja "Za trajen mir, za ljudsko demokracijo" ter se ob resoluciji Informbiroja proti Jugoslaviji sprva postavil na Stalinovo stran z argumentom, da je Stalin na višjem "stolpu" od Tita in ima zato "širši razgled". Po nekem viru naj bi bil celo zaprt na Golem otoku, kar je dokaj malo verjetno, po drugih, verjetnejših virih so ga z veliko težavami prepričali, da si je premislil (Boris Kidrič naj bi ga imel nekaj časa v Vili Podrožnik v "karanteni" - objavil Vladimir Dedijer). Ko se je 1950 vrnil iz Beograda, kjer je bil njegov Inštitut za družbene vede ukinjen zaradi pretiranega doktrinarstva (dogmatizma), je postal minister za znanost in kulturo LRS, nato 1953 predsednik ideološke komisije CK KPS/ZKS in obenem redni profesor za teorijo družbenih ved na Filozofski fakulteti v Ljubljani; 1954–56 tudi predsednik univerzitetnega sveta ljubljanske univerze, na kateri je ustanovil in 1959–64 kot prvi direktor vodil Inštitut za sociologijo in filozofijo; od 1960 pa je predaval občo sociologijo in sociologijo kulture na novoustanovljenem Oddeleku za sociologijo FF, čigar prvi predstojnik je bil do 1964, ko je kot profesor marksistične filozofije in sociologije prešel na Visoko šolo za politične vede (kasnejšo FSPN, današnjo FDV) v Ljubljani, kjer je predaval že od njene ustanovitve 1961, od 1967 vse do svoje smrti je bil tam predstojnik Centra za marksološki študij (kasneje Marksistični center FSPN). Mdr. je bil poslanec republiške in 1947–67 zvezne skupščine; 1948–68 član CK ZKS (od 1954 tudi član izvršnega komiteja oz. po 1966 predsedstva CK ZKS), 1952–69 in spet od 1974 je bil član CK ZKJ; od 1963 član Sveta federacije. Sprejet je bil v članstvo SAZU (od 1949 dopisni, od 1958 redni član, zadnje leto pred smrtjo je bil tudi njen podpredsednik, predviden za naslednika Josipa Vidmarja na mestu predsednika, a je tik pred svojo izvolitvijo umrl). Prejel je spomenico 1941 in številna odlikovanja, mdr. red bratstva in enotnosti z zlatim vencem (1945), red republike z zlatim vencem (1961), red junaka socialističnega dela (1970), dvakrat Prešernovo nagrado (1950 in 1958) ter nagrado AVNOJ (1972). 
Kot visok partijski in državni funkcionar in eden glavnih komunističnih ideologov, je po vzoru iz Stalinove Sovjetske zveze vplival na oblikovanje nove, socialistične umetnosti. Ob ocenjevanju slovenske umetnosti je izhajal iz normativnih postavk sovjetskih estetikov. Menil je, da so se slovenski predvojni umetniki ločili od ljudstva in služili le zabavi vladajočih slojev. Umetnost predvojnih slovenskih ustvarjalcev je zatrl in jo označil za »kapitalistično umetnost«. Po njegovem mnenju je bilo treba obsoditi »izprijeni impresionizem in ekspresionizem ter smeri, ki so sledile: kubizem, futurizem in nadrealizem«. V prvih letih po vojni se je zavzemal za uveljavitev sovjetske umetnosti socialističnega realizma. Ukvarjal se je z zgodovino, zgodovino marksizma in filozofije; bil je organizator samostojnega študija sociologije, pobudnik raziskovanja sociologije kulture v Sloveniji in prvi predstojnik oddelka za sociologijo na Filozofski fakulteti v Ljubljani. Velja za marksističnega teoretika, ki je svoja idejna načela povezoval s političnim delovanjem in ideološkimi nalogami Komunistične partije (ZK). Odmevne so bile njegove polemike z idealističnimi filozofi (Aleš Ušeničnik, France Veber) ter o umetnosti in ideologiji (Josip Vidmar, Mihail A. Lifšic), realizmu v umetnosti, dekadenci, eksistencializmu. 
Matična fakulteta (FSPN) je do 1990 prirejala po njem imenovana znanstvena srečanja, imenovana Ziherlovi dnevi, po njem so leta 1976 poimenovali ljubljansko Osnovno šolo Borisa Ziherla,, ki se je kasneje (1997) preimenovala v OŠ Bežigrad in ulico v ljubljanskem Trnovem. V aleji znamenitih Ločanov v Škofji Loki od leta 2004 stoji njegov doprsni kip.

## Knjige
- Osnovni problemi marksizma, 1934 (prevod dela Georgija Plehanova in spremna beseda) (COBISS)
- O Sovjetski zvezi, 1940 (COBISS)
- Tri razdobja v razvoju delavskega gibanja, 1943 (COBISS), 1944 (COBISS)
- Članki in razprave (1948)
- O nekaterih problemih borbe za novo Jugoslavijo (1948)
- France Prešeren – pesnik in mislec, 1949 (COBISS)
- Komunizem in domovina, 1950
- Umetnost in miselnost, 1956 (COBISS)
- Književnost in družba, 1957 (COBISS)
- O nekaterih aktualnih vprašanjih socializma, 1959
- O humanizmu in socializmu, 1965 (COBISS)
- Včeraj in danes, 1974
- Temelji marksistične obče sociologije (1974, 1979)
- Ivan Cankar in naš čas, 1976 (COBISS)
- Zbrano delo (1 - 3 in 5), 1980, 1983, 1986, 1989 (zvezke 2, 3 in 5 uredila Neda Pagon-Brglez)